# 阿沛·仁增
阿沛·仁增（藏語：ང་ཕོད་རིག་འཛིན་，威利转写：nga phod rig 'dzin，？—）女，藏族，西藏拉萨人，中华人民共和国官员，阿沛·阿旺晋美的第五女。

## 生平
阿沛·仁增是阿沛·阿旺晋美的第五个女儿。她长期在西藏自治区计划经济委员会工作。由于长期在西藏工作，她无法陪在住在北京的父母身边。